# مقاطعة غرانت (ويسكونسن)
مقاطعة غرانت (بالإنجليزية: Grant County, Wisconsin)‏ هي إحدى مقاطعات ولاية ويسكونسن في الولايات المتحدة. تأسست سنة 1836، وتبلغ مساحتها 1,183 ميل مربع (3,060 كـم2)، بلغ عدد سكانها 51208 نسمة في عام 2010 حسب إحصاء مكتب تعداد الولايات المتحدة .

## أعلام
- جونسون تايلور
- ويليام جوزيه ماكدونالد

## وصلات خارجية
- الموقع الرسمي
- United States Counties